# Massa Fermana
Massa Fermana ist eine italienische Gemeinde (comune) mit 869 Einwohnern (Stand 31. Dezember 2023) in der Provinz Fermo in den Marken. Die Gemeinde liegt etwa 20 Kilometer westlich von Fermo und grenzt unmittelbar an die Provinz Macerata. 
Mit Ada Natali hatte der Ort von 1946 bis 1959 den ersten weiblichen Bürgermeister Italiens.